# Wharton-Fragmentierung
Die Wharton-Fragmentierung ist eine Namensreaktion aus dem Bereich der organischen Chemie und wurde 1961 von Peter S. Wharton beobachtet. Dabei findet eine Zerlegung oder auch Fragmentierung von Kohlenstoffketten mit heterogenen Nukleophilen und Abgangsgruppen statt.

## Übersichtsreaktion
Die Wharton-Fragmentierung wird in saurer, wässriger Lösung ausgeführt.
Die Reste R stehen für organische Reste und können sich untereinander unterscheiden. Das X kann für Halogenide oder eine Hydroxid-Gruppe stehen, die im Reaktionsverlauf als Abgangsgruppe abgespalten werden.

## Möglicher Mechanismus
Der folgende Mechanismus der Wharton-Fragmentierung wird im sauren Milieu für 2,3,3,4-Tetramethylpentan-2,4-diol, also mit Methylreste als Reste R und Wasser als Abgangsgruppe erklärt.
Die Säure protoniert die Hydroxy-Gruppe des Diols 1, wodurch das Oxoniumion2 entsteht. Abschließend bildet sich durch Abspaltung der Abgangsgruppe und Verschiebung der Elektronen Aceton, 2,3-Dimethylbut-2-en und Wasser.

## Anwendung
Die Wharton-Fragmentierung findet Anwendung in der Produktion von Kainsäure.